# Prognathorhynchus canaliculatus
Prognathorhynchus canaliculatus är en plattmaskart som beskrevs av Tor Karling 1947. Prognathorhynchus canaliculatus ingår i släktet Prognathorhynchus och familjen Gnathorhynchidae. Inga underarter finns listade i Catalogue of Life.